# Spoorlijn Guë - Menaucourt
De Spoorlijn Guë - Menaucourt was een Franse spoorlijn van Ancerville naar Menaucourt. De lijn was 33,0 km lang.

## Geschiedenis
De spoorlijn werd door de Compagnie du chemin de fer de Naix-Menaucourt à Güe-Ancerville in gedeeltes geopend. Van Ancerville-Güe naar Savonnières op 1 februari 1882, van Savonnières naar Dammarie op 1 december 1882 en het gedeelte tussen Dammarie en Naix-Menaucourt werd op  1 maart 1885 voltooid. Nadat de maatschappij in 1888 failliet ging werd er een nieuwe opgericht ter exploitatie van de spoorlijn. Deze Compagnie du chemin de fer de Güe à Menaucourt legde vervolgens ook de zijlijn naar Montiers-sur-Saulx aan. 
In 1932 werd het reizigersverkeer opgeheven. De zijlijn naar Montiers-sur-Saulx werd gesloten in 1937 en het gedeelte tussen Dammarie en Naix-Menaucourt in 1944. Tot 1969 heeft er goederenvervoer plaatsgevonden tussen Ancerville-Güe en Dammarie.

## Aansluitingen
In de volgende plaatsen was er een aansluiting op de volgende spoorlijnen:
Ancerville-Guë
RFN 020 000 tussen Blesme-Haussignémont en Chaumont
Menaucourt
RFN 027 000, spoorlijn tussen Nançois-Tronville en Neufchâteau